# مضخم بصري حدودي
المضخم البصري البارامتري optical parametric amplifier ، هو مصدر ضوء ليزر ينبعث منه ضوء بأطوال موجية متغيرة من خلال عملية تضخيم حدودي بصري. إنه في الأساس مثل المذبذب الحدودي البصري ، ولكن بدون التجويف البصري (أي أن ، حزم الضوء تمر عبر الجهاز مرة أو مرتين فقط ، بدلاً من عدة مرات).

## التوليد البصري البارامترى (OPG)
غالبًا ما يسبق التوليد البارامتيري البصري (يُطلق عليه أيضًا "التألق البصري البارامتري" أو التحويل التلقائي حدودي إلى أسفل ) ، يسبق التضخيم البارامتري البصري.
في التوليد البارامتري البصري ، يكون الإدخال عبارة عن حزمة ضوئية واحدة من التردد ωp ، والإخراج عبارة عن حزمتين ضوئيتين بترددات منخفضة ω s و ω i ، مع المتطلبات ω p =ω s + ω i . يطلق على هاتين الحزمتين ذات التردد المنخفض اسم "الإشارة" و "العاطل" (أشارة عشوائية) ، على التوالي.
يعتمد انبعاث الضوء هذا على المبدأ البصري غير الخطي . يتم تقسيم الفوتون الخاص بنبضة ليزر ساقطة (مضخة) بواسطة بلورة بصرية غير خطية إلى فوتونيين منخفضي الطاقة. يتم تحديد الأطوال الموجية للإشارة والعاطل عن طريق حالة مطابقة الطور ، والتي يتم تغييرها ، على سبيل المثال ، حسب درجة الحرارة أو ، في البصريات السائبة ، بالزاوية بين شعاع ليزر المضخة العارضة والمحاور البصرية للبلورة. وبالتالي ، يمكن ضبط الأطوال الموجية للإشارة والفوتونات الوسيطة عن طريق تغيير حالة مطابقة الطور .

## التضخيم البصري البارامترى (OPA)

صورة الفوتون للتضخيم البصري البارامتيري: مضخة تثير فوتون إلى مستوى طاقة افتراضية له تحلل محفز بواسطة اشارة فوتون مما يؤدي إلى انبعاث فوتون إشارة ثانية متطابقة وفوتون عشوائي مع حدوث تحويل الطاقة والزخم.

عادةً ما تكون حزم الخرج في التوليد البارامتري البصري ضعيفة نسبيًا ولها اتجاه وتردد منتشران نسبيًا. وقد تم حل هذه المشكلة باستخدام التضخيم البصري البارامترى (OPA) ، ويسمى أيضًا توليد الترددات المختلفة ، كمرحلة ثانية بعد OPG.
في الضخيم البصري البارامتري ، يكون الإدخال عبارة عن حزمتين ضوئيتين ، بتردد ω p و ω s . سيجعل OPA شعاع المضخة (ωp ) أضعف ، ويضخم حزمة الإشارة (ωs ) ، وأيضًا إنشاء شعاع جديد يسمى الشعاع الخامل عند التردد ω i مع بقاء ω p = ω s + ω i .
في OPA ، تنتقل فوتونات المضخة والفوتونات الوسيطة عادةً بشكل خطي عبر بلورة بصرية غير خطية. مطابقة المرحلة مطلوبة حتى تعمل العملية بشكل جيد.
نظرًا لأن الأطوال الموجية لنظام OPG + OPA يمكن أن تتنوع (على عكس معظم أجهزة الليزر التي لها طول موجي ثابت) ، يتم استخدامها في العديد من الطرق الطيفية .
كمثال على OPA ، نبض مضخة الحادث هو 800 نانومتر (12500 cm −1 ) خرج ليزر Ti: الياقوت ، والمخرجان ، الإشارة والتباطؤ ، في منطقة الأشعة تحت الحمراء القريبة ، ومجموع عدد الموجة يساوي 12500 سم −1 .

## تضخيم بصري بارامتري الغير متراص (NOPA)
نظرًا لأن معظم البلورات غير الخطية تكون ثنائية الانكسار ، فقد لا تكون الحزم الموجودة داخل البلورة متداخلة خارجها. لا تشير جبهات الطور ( متجه الموجة ) في نفس اتجاه تدفق الطاقة ( ناقل Poynting ) بسبب الانقطاع.
تجعل زاوية مطابقة الطور أي ربح ممكنًا على الإطلاق (الترتيب 0). في الإعداد الخطي ، تتيح حرية اختيار الطول الموجي المركزي كسبًا ثابتًا حتى الترتيب الأول في الطول الموجي. تم تطوير OPA غير المتراصة للحصول على درجة إضافية من الحرية ، مما يسمح بالكسب المستمر حتى الدرجة الثانية في الطول الموجي. المعلمات المثلى هي 4 درجات من noncollinearity ، بورات الباريوم (BBO) كمادة ، وطول موجة المضخة 400 نانومتر ، والإشارة حول 800 نانومتر (ويمكن ضبطها في النطاق 605-750 نانومتر مع عرض نبضة أقل من 10 fs والذي يسمح باستكشاف الديناميكيات فائقة السرعة للجزيئات الكبيرة  ) وهذا يولد عرض نطاق أكبر بثلاث مرات من مضخم Ti-sapphire . الترتيب الأول مكافئ رياضيًا لبعض خصائص سرعات المجموعة المعنية ، لكن هذا لا يعني أن المضخة والإشارة لها نفس سرعة المجموعة. بعد الانتشار من خلال BBO بحجم 1 مم ، لم تعد نبضات المضخة القصيرة تتداخل مع الإشارة. لذلك ، يجب استخدام تضخيم النبضات المزقدة في المواقف التي تتطلب تضخيمًا كبيرًا في الكسب في البلورات الطويلة. تقدم البلورات الطويلة مثل هذا الزقزقة الكبيرة التي تحتاج إلى ضاغط على أي حال. يمكن أن يطيل الغرد الشديد نبضة بذرة 20 fs إلى 50 ps ، مما يجعلها مناسبة للاستخدام كمضخة. يمكن توليد نبضات غير مقواة بقوة 50 حصانًا ذات طاقة عالية من أشعة الليزر الأرضية النادرة.
للمضخم البارامترى البصري عرض نطاق أوسع من المضخم ، والذي بدوره له عرض نطاق أوسع من مذبذب حدودي بصري بسبب توليد الضوء الأبيض حتى أوكتاف واحد (على سبيل المثال باستخدام تعديل الطور الذاتي غير الخطي في غاز النيون  ). لذلك ، يمكن اختيار نطاق فرعي ولا يزال من الممكن توليد نبضات قصيرة إلى حد ما.
الكسب الأعلى لكل مم لـ BBO مقارنة بـ Ti: Sa ، والأهم من ذلك ، يسمح الانبعاث التلقائي الأقل تضخيمًا بزيادة الكسب الإجمالي. يؤدي تشابك الضواغط و OPA إلى نبضات مائلة.

## Multipass OPA
يمكن استخدام Multipass للمسير وتعويض سرعة المجموعة ( التشتت ) ؛ تبقى الكثافة الثابتة مع زيادة قوة الإشارة تعني أن يكون لديك مقطع عرضي أسي متزايد. يمكن فعل ذلك عن طريق العدسات ، والتي تعيد أيضًا تركيز الحزم للحصول على الشعاع في وسط الكريستال ؛ تقليل OPG عن طريق زيادة طاقة المضخة بما يتناسب مع الإشارة وتقسيم المضخة عبر ممرات الإشارة ؛ تضخيم النطاق العريض عن طريق تفريغ وحدة التباطؤ وفك البلورات اختياريًا ؛ استنفاد المضخة بالكامل عن طريق موازنة المضخة والإشارة في الزمان والمكان في كل مسار وتغذية نبضة مضخة واحدة عبر جميع الممرات ؛ مكاسب عالية مع BBO ، لأن BBO متاح فقط في أبعاد صغيرة. نظرًا لأن اتجاه الحزم ثابت ، لا يمكن تداخل العديد من الممرات في بلورة صغيرة واحدة كما هو الحال في مضخم Ti: Sa. ما لم يستخدم المرء هندسة غير خطية ويضبط الحزم المضخمة على مخروط التألق البارامترى الناتج عن نبض المضخة.

## العلاقة بالمضخمات البارامترية في الإلكترونيات
نشأت فكرة التضخيم البارامترى أولاً عند ترددات أقل بكثير: دوائر التيار المتردد ، بما في ذلك تردد الراديو وتردد الميكروويف (في التجارب المبكرة ، تمت دراسة الموجات الصوتية أيضًا). في هذه التطبيقات ، عادةً ما تمر إشارة مضخة قوية (أو "مذبذب محلي") عند التردد f عبر عنصر دارة يتم تعديل معلماته بواسطة موجة "إشارة" ضعيفة عند التردد fs (على سبيل المثال ، قد تعدل الإشارة سعة ديود متغير  ). والنتيجة هي أن بعض طاقة المذبذب المحلي يتم نقلها إلى تردد الإشارة fs ، وكذلك الفرق ("الخامل ") التردد f - f s . يُستخدم مصطلح مضخم حدودي لأن معلمات الدائرة تتنوع.
وتستخدم العلبة الضوئية نفس المبدأ الأساسي - نقل الطاقة من موجة عند تردد المضخة إلى موجات عند الإشارة والترددات البطيئة - لذا فقد اتخذت نفس الاسم.

## أنظر أيضا
- مذبذب بصري حدودي
- مذبذب حدودي

## الهوامش والمراجع
1. 1 2  Jarota, Arkadiusz; Pastorczak, Ewa; Tawfik, Walid; Xue, Bing; Kania, Rafał; Abramczyk, Halina; Kobayashi, Takayoshi (2019). "Exploring the ultrafast dynamics of a diarylethene derivative using sub-10 fs laser pulses". Physical Chemistry Chemical Physics (بالإنجليزية). 21 (1): 192–204. DOI:10.1039/C8CP05882B. ISSN:1463-9076. PMID:30516769. Archived from the original on 2023-06-11.
2. ↑  Tawfik, Walid (Aug 2016). "Reaching white-light radiation source of ultrafast laser pulses with tunable peak power using nonlinear self-phase modulation in neon gas". Radiation Physics and Chemistry (بالإنجليزية). 125: 165–170. DOI:10.1016/j.radphyschem.2016.04.006. Archived from the original on 2023-06-11.
3. ↑  Jarota, Arkadiusz; Pastorczak, Ewa; Tawfik, Walid; Xue, Bing; Kania, Rafał; Abramczyk, Halina; Kobayashi, Takayoshi (2019). "Exploring the ultrafast dynamics of a diarylethene derivative using sub-10 fs laser pulses". Physical Chemistry Chemical Physics (بالإنجليزية). 21 (1): 192–204. DOI:10.1039/C8CP05882B. ISSN:1463-9076. PMID:30516769. Archived from the original on 2023-06-11.Jarota, Arkadiusz; Pastorczak, Ewa; Tawfik, Walid; Xue, Bing; Kania, Rafał; Abramczyk, Halina; Kobayashi, Takayoshi (2019). "Exploring the ultrafast dynamics of a diarylethene derivative using sub-10 fs laser pulses". Physical Chemistry Chemical Physics. 21 (1): 192–204. doi:10.1039/C8CP05882B. ISSN 1463-9076. PMID 30516769. S2CID 54561976.
4. ↑  http://link.aip.org/link/?APPLAB/86/211120/1 Multipass bow type chirped pulse amplifier نسخة محفوظة 2016-03-03 على موقع واي باك مشين.
5. 1 2  Das، Annapurna؛ Das، Sisir K. (18 فبراير 2019). Microwave Engineering. Tata McGraw-Hill Education. ISBN:9780074635773. مؤرشف من الأصل في 2022-12-26. {{استشهاد بكتاب}}: الوسيط غير المعروف |بواسطة= تم تجاهله يقترح استخدام |عبر= (مساعدة)

1. Boichenko ، VL ؛ زاسافيتسكي ، الثاني ؛ Kosichkin ، Yu.V. ؛ تاراسيفيتش ، ا ف ب ؛ تونكين ، VG ؛ شوتوف ، ا ف ب (1984). "مذبذب حدودي بصري بيكو ثانية مع تضخيم إشعاع ليزر أشباه الموصلات القابل للضبط". سوف. J. كوانت. إلكترونيات 11 (1): 141-143. 2. Magnitskii ، SA ؛ مالاخوفا ، السادس ؛ تاراسيفيتش ، ا ف ب ؛ تونكين ، VG ؛ ياكوبوفيتش ، إس دي (1986). "توليد نبضات بيكو ثانية قابلة للضبط محدودة النطاق الترددي عن طريق مذبذب حدودي بصري مغلق بالحقن". رسائل البصريات 11 (1): 18-20.

## روابط خارجية
- NOPA وسرعة المجموعة
- قوس قزح في صورة